# Gerd de Bruyn

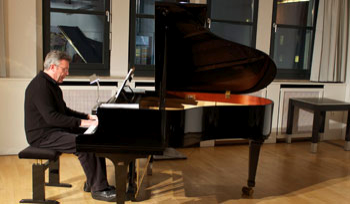
Gerd de Bruyn in Stuttgart, Literaturhaus, 2012

Gerd de Bruyn (* 26. April 1954 in Köln) ist ein deutscher Schriftsteller und Architekturtheoretiker; er war bis 2018 Hochschullehrer in Stuttgart.

## Leben
Gerd de Bruyn studierte Literatur- und Musikwissenschaft an der Johann Wolfgang Goethe-Universität Frankfurt am Main und besuchte die von Günter Bock geleitete Architekturklasse der Städelschule. 1984 gründete er mit Robert March und Berthold Ressler das Architektenteam AAM, das in Ausstellungen mit originellen Projekten und Zeichnungen von sich reden machte. 1988 wurde de Bruyn Chefredakteur der Zeitschrift „Baukultur“ des DAI (Verband Deutscher Architekten- und Ingenieurvereine e. V.) und unterrichtete wenige Jahre später im Auftrag von Thomas Sieverts Städtebautheorie an der TU Darmstadt. Dort promovierte er 1995 in Soziologie bei Helmut Dahmer.
1997 übernahm de Bruyn die Vertretungsprofessur für Städtebautheorie an der KHB Kunsthochschule Berlin-Weißensee. 2001 wurde er auf den Lehrstuhl für Architekturtheorie der Universität Stuttgart berufen, wo er bis 2018 das Institut für Grundlagen moderner Architektur und Entwerfen (Igma) leitete. Seit 2004 lebt Gerd de Bruyn mit seiner Familie in Tübingen. Er war Vertrauensdozent der Friedrich-Ebert-Stiftung und gehörte von 2001 bis 2014 dem Direktorium des Internationalen  Zentrums für Kultur- und Technikforschung (IZKT) an. Gerd de Bruyn war Mitherausgeber der Reihe „Kultur und Technik“, saß im Beirat der Edition ArchitekturDenken und dem Redaktionsbeirat der BDA-Zeitschrift Der Architekt. 2013 gründete er mit dem Verleger Wolfgang Reif die Edition Staub.

## Wirken
Nach journalistischen, redaktionellen und kuratorischen Tätigkeiten für den DAI, den DWB und die Friedrich-Ebert-Stiftung wechselte de Bruyn 1993 in die Lehre. An seinem Stuttgarter Institut (Igma) stand neben den kultur- und architekturtheoretischen Inhalten der Vorlesungen und Seminare das konzeptionelle Entwerfen im Zentrum, das in den gleichnamigen Masterkurs mündete, den er mit dem Kollegen Markus Allmann leitete.
In de Bruyns Forschung fiel das Hauptgewicht auf die Beschäftigung mit den ästhetischen Fragen des Bauens und dem Wissenschaftscharakter der Architektur. Zu letzterem publizierte er 2008 „Die enzyklopädische Architektur“ und 2011 zusammen mit Wolf Reuter „Das Wissen der Architektur“. Zuletzt war de Bruyn zusammen mit dem Tübinger Biologen Oliver Betz Leiter des Projekts „Organism concepts in biology and architecture“ im SFB/Transregio 141 „Biological Design and Integrative Structures“ der Universitäten Freiburg, Stuttgart und Tübingen.

## Ehrungen
- 2015: Abt Jerusalem-Preis „für herausragende wissenschaftliche Beiträge zum Dialog der Geistes-, Natur- und Technikwissenschaften“

## Publikationen (Auswahl)
Bücher über Architektur
- mit Markus Allmann: „Ideenparadiese. Fünf Jahre Konzeptioneller Master Architektur in Stuttgart“. Edition Staub, skript-Verlag, Neuss 2018
- „Theorie der modernen Architektur.“ Programmatische Texte. Edition Staub, skript-Verlag, Neuss 2017.
- mit Wolf Reuter: „Das Wissen der Architektur. Vom geschlossenen Kreis zum offenen Netz“. Edition ArchitekturDenken, transcript, Bielefeld 2011.
- Hg. mit F. Ludwig u. H. Schwertfeger: „Lebende Bauten. Trainierbare Tragwerke“. Universität Stuttgart 2009.
- „Die enzyklopädische Architektur. Zur Reformulierung einer Universalwissenschaft“, transcript, Bielefeld 2008.
- Johannes Peter Hölzinger. Haus in Bad Nauheim, Opus 53 (deutsch/englisch). Edition Axel Menges, Stuttgart/London 2004.
- Hg. mit Stephan Trüby: „architektur_theorie.doc. texte seit 1960“. Birkhäuser, Berlin/Basel/Boston 2003.
- „Fisch und Frosch oder Die Selbstkritik der Moderne“. Bauwelt Fundamente Band 124. Birkhäuser, Berlin/Basel/Boston 2001.
- „Die Diktatur der Philanthropen. Entwicklung der Stadtplanung aus dem utopischen Denken“. Bauwelt Fundamente Band 110. Vieweg, Braunschweig/Wiesbaden 1996.
- mit J.P. Hölzinger: „Der öffentliche Raum. Ein Projekt des DWB Hessen“. Friedrichsdorf 1991.
- mit R. March u. B. Ressler: „AAM. Transparenz und Dichte. Projekte 1982-1985“. HBK-Galerie, Braunschweig 1985.

Belletristik (Auswahl)
- Bremens letzte Jahre (im Himmel und auf Erden). Roman. Edition Staub, skript-Verlag, Neuss 2020.
- Erlenbruch. Ein Rockermärchen. (Zeichnungen von A. Misch) Roman. Edition Staub, Neuss 2019.
- mit Alban Janson: „Der baumelnde Storch. Geschichten und Zeichnungen“. Edition Staub, skript-Verlag, Neuss 2019.
- „Das mächtige Häuflein. Erzählung“ (Zeichnungen von A. Janson). Edition Staub, skript-Verlag, Neuss 2016.
- „Das artemisianische Prinzip. Romanessay über Musik und Architektur.“ Edition Staub, skript-Verlag, Neuss 2014.
- „Der Gestus des Erhabenen“ oder: postkommunistisches Manifest. In: Der Architekt, Heft 4/2013.
- „Der Wettstreit der Vögel. Ein Architekturkrimi aus dem Tierreich“. In: Der Architekt, Heft 3/2012.
- „denken: body, sprechen: poe, gedichte & grafische texte“. igmade.edition, Universität Stuttgart 2010.

Radioessays
- Maria Antonia Walpurgis, die singende Amazone. Serie: Multitalente von Goethe bis Schlingensief, DLF „Essay & Diskurs“, 14. April 2013.
- Max Liebermann oder: Rückzug ins Refugium. Serie: Kunstbürger–Bürgerkunst, DLF „Essay & Diskurs“, 27. Juni 2010.
- Johannes Brahms oder: Die Sehnsucht nach einem neuen, frischen Ton. Serie: Kunstbürger–Bürgerkunst, DLF „Essay & Diskurs“, 25. April 2010.
- Schwindende Neubauten – Was ist Architektur im postindustriellen Zeitalter?. DLF „Kulturgespräch“, 23. April 2010.
- Die Multidimensionalität des Urbanen. Serie: Die idyllische Stadt, DLF „Essay & Diskurs“, 19. April 2009.
- Alle Menschen werden Gärtner. Architektur und Gartenbau. Serie „Die idyllische Stadt“, DLF „Essay & Diskurs“, 13. April 2009.
- Tore des Glücks. Das Beispiel Augsburg. Serie: „Die idyllische Stadt“, DLF „Essay & Diskurs“, 10. April 2009.